# فاتنة أمين شاكر
فاتنة أمين شاكر إعلامية وكاتبة سعودية، ولدت عام 1362 هـ / 1941م في جدة، وهي أول رئيسة تحرير سعودية حيث ترأست تحرير مجلة سيدتي عام 1980م، وهي أول صوت نسائي تبثه الإذاعة السعودية. تحمل بالإضافة إلى حب العمل، مغامرة التجربة. صدر لها عدد من المؤلفات، منها: (الرجل الحلم).

## الدراسة والعمل
حصلت على شهادة البكالوريوس في إدارة الأعمال من جامعة القاهرة عام 1962م، كما حصلت على الدكتوراه في علم الاجتماع من جامعة تكساس عام 1966م، وكانت رسالتها بعنوان مشاكل التحديث في الدول النامية ودور الحكم الملكي في عمليات التحديث في المملكة العربية السعودية، كما حصلت على دبلوم مكثف في الصحة العامة، وظلت في محارب العلم تبذل عطاءاتها ومناشطها ومحاضراتها طاردة عن نفسها الكسل والاكتفاء ونظرات الفضول خلال فترة امتدت تقريبا 27 عاماً، تخللتها فترات إعارة وتفرغ وزيارات مثرية.
- حاصلة على درجة الدكتوراه في علم الاجتماع عام 1971م من الولايات المتحدة الأمريكية جامعة بوردو انديانا.

### العمل
- عضو هيئة التدريس بـجامعة الملك عبد العزيز كلية العلوم الإنسانية.
- عينت وكيلة للقبول والتسجيل عام 1979م.
- أعيرت خدماتها للشركة السعودية للأبحاث والتسويق في الفترة من عام 1980 وحتى عام 1982 لتأسيس ورئاسة تحرير مجلة سيدتي الصادرة في لندن.
- عينت وكيلة للدراسات العليا والبحث العلمي في كلية الآداب عام 1983م، وساهمت في تأسيس برنامج الدراسات العليا في قسم الاجتماع.
- منحت سنة تفرغ علمي عام 1985م قضتها في جامعة كاليفورنيا عملت خلالها بمعهد التخطيط والتطوير العمراني بكلية تصاميم البيئة.
- أشرفت على رسالتي ماجستير الأولى (التكنولوجيا والمجتمع) والثانية (شبكة العلاقات الاجتماعية في الحياة العصرية).
- التحقت في صيف 1992م ببرنامج دراسي مكثف في كلية الطب والصحة العامة بجامعة بوسطن.
- شاركت في إعداد وتقديم برنامج إذاعي سعودي عن الأسرة والأم.
- شاركت في الكتابة الصحفية من خلال عمود «حوار» في جريدة الرياض وفي جريدة الشرق الأوسط.
- أقامت لها جامعة الملك عبد العزيز حفلاً تكريمياً بمناسبة تركها للجامعة بناء على طلبها للتقاعد المبكر وذلك في يوم 1418/8/18هـ.

## قالوا عنها
- قال عنها والدها: «فاتنة الذكاء، الصبر، المثابرة، حب الأرض، الوفاء، العطاء، الإخلاص لهذه الواقع الذي نعيشه؛ أتذكر كلمة قيلت عنها وهي تحضر لرسالة علمية نقلها إلي صديق من هناك، قالت: «حفنة من تراب أرض وطني تساوي كل بلاد العالم، سأعود إلى وطني لأخدم ترابه». هكذا كانت فاتنة وما زالت إن شاء الله وحتى تموت وتدفن في تراب الوطن».

- قالت عنها الأميرة نورة بنت محمد بن سعود: «دعوني أتحدث عن فاتنة الإنسانة بعيداً عن كل هذه المسميات والألقاب، فاتنة البسيطة ذات الشفافية المرهفة، من عاشت للحب ونادت إليه وأمنت بجزئياته فوجدته في العشبة البرية ذات العمر القصير ودعته في الجبال وشموخها، وتحسسته في الصخر وصمته الأبدي، ونادته في السماء بنجومها وسحبها، أما المطر ورائحة الأرض حين اغتسالها به فتذكرني بفرحة الطفل وهو يلهو سعيداً. فاتنة من ابتعدت عن الصراعات الإنسانية والأضواء الإعلامية مع تقاتل الغير حولها. تزاحم الفراش حول الضوء وابتعدت لضوء أعمق وأشمل، ورأت أن العمل الاجتماعي هو اكتشاف الإنسان ذاته والوقوف معه لتقويتها وتقويمها».[4]

## المؤلفات
| الكتاب           | التاريخ | مصدر  |
| ---------------- | ------- | ----- |
| نبت الأرض        | 1981    |       |
| الرجل الحلم      | 2016    | [ 5 ] |
| الإمام محمد عبده | 2016    |       |
| مرايا            | 2016    | [ 6 ] |
| من شارع الصحافة  | 2016    |       |
| نبت القلب        | 2017    | [ 7 ] |

## التكريم
كرمت في الدورة 19 للمهرجان العربي للإذاعة والتلفزيون في تونس عام 2018م.

## انظر أيضًأ
- خيرية السقاف
- فوزية سلامة
- هالة سرحان

## وصلات خارجية
- فاتنة أمين شاكر.. عين على الوطن وعين على الكتاب!
- د. فاتنة أمين شاكر